# Municipio de Goodrich (Dakota del Norte)
El municipio de Goodrich (en inglés: Goodrich Township) es un municipio ubicado en el condado de Sheridan en el estado estadounidense de Dakota del Norte. En el año 2010 tenía una población de 29 habitantes y una densidad poblacional de 0,31 personas por km².

## Geografía
El municipio de Goodrich se encuentra ubicado en las coordenadas 47°27′27″N 100°5′12″O / 47.45750, -100.08667. Según la Oficina del Censo de los Estados Unidos, el municipio tiene una superficie total de 92.5 km², de la cual 86,78 km² corresponden a tierra firme y (6,18 %) 5,72 km² es agua.

## Demografía
Según el censo de 2010, había 29 personas residiendo en el municipio de Goodrich. La densidad de población era de 0,31 hab./km². De los 29 habitantes, el municipio de Goodrich estaba compuesto por el 96,55 % blancos, el 3,45 % eran asiáticos. Del total de la población el 0 % eran hispanos o latinos de cualquier raza.